# Stefan Bibrowski

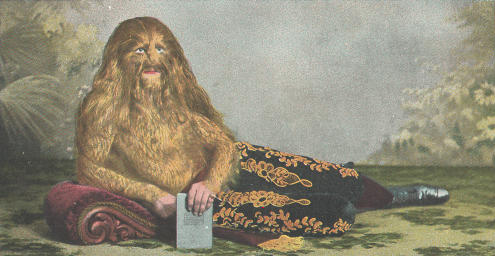
Człowiek o lwiej twarzy w wieku 17 lat

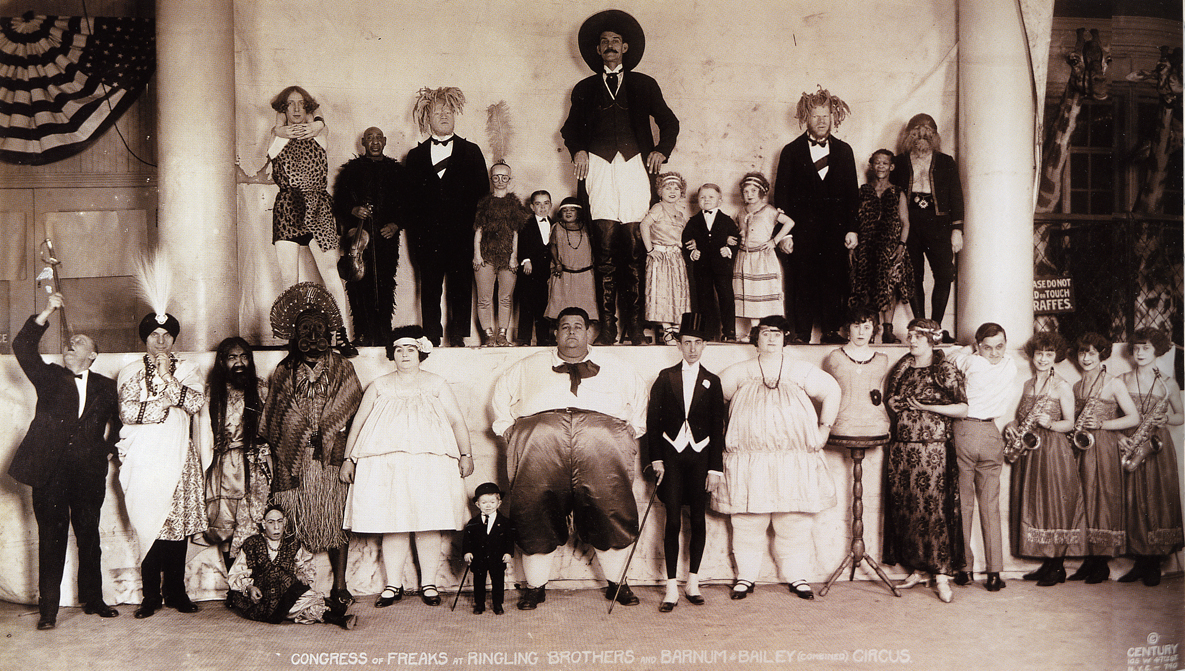
Bibrowski jako członek Barnum & Bailey Circus (stoi w górnym rzędzie pierwszy z prawej), 1924

Stefan Bibrowski, Lionel, zwany człowiekiem o lwiej twarzy (ur. 18 grudnia 1890 w Wilczogórze k. Grójca w parafii Belsk Duży, zm. 1932 lub 1934 we Włoszech lub w Berlinie) – polski artysta cyrkowy, znany z powodu nadmiernie owłosionego ciała (w tym twarzy), co stanowiło atrakcję dla cyrkowej publiczności.

## Życiorys
Syn Michała i Benedykty z domu Kołyś. Przy chrzcie nadano mu imię Szczepan. W wieku czterech lat chory na hipertrichozę Bibrowski został kupiony przez niemieckiego przedsiębiorcę Meyera (Sedelmeyera), który uczynił z niego atrakcję swoich pokazów. Przyjął imię Lionel. Nazywany był przez prasę człowiekiem o lwiej twarzy (ang. Lionel the lion faced man). Według innych relacji określenie to wymyślił Mayer. Jako sześciolatek Szczepan trafił do szkoły. Wychowano go jako katolika. Meyer opiekował się chłopcem. Pokazywał go w całej Europie, potem w USA. Wystawiał Bibrowskiego na nowo otwartych promenadach na Wschodnim Wybrzeżu. Tam chłopiec został zauważony przez łowców talentów z Barnum & Bailey Circus. W 1901 w imieniu dwunastolatka Meyer zawarł z cyrkiem kontrakt na 5 lat. Bibrowski podróżował po USA, prezentując swoje długie jasne owłosienie występujące na całym ciele (z wyjątkiem wewnętrznej części stóp i dłoni). Był często zapowiadany jako „brakujące ogniwo” między ludźmi a zwierzętami albo „półczłowiek, półlew”. Na pokazach opowiadano, że będąc w ciąży, jego matka widziała, jak jej mąż został okaleczony przez lwa cyrkowego. W Monachium występy Bibrowskiego podczas Oktoberfest w ciągu kilku dni obejrzało około 200 tysięcy ludzi. Był często portretowany. Mimo tego niechętnie dzielił się swoją historią.
Znał pięć języków obcych i nosił dobrze skrojone ubrania, dzięki czemu, mimo swej przypadłości, sprawiał wrażenie człowieka ujmującego. Był sprawny fizycznie, występował jako akrobata. W 1912 doznał poważnych poparzeń z powodu palenia papierosów, które zapaliły włosy. Na wiele miesięcy został wyłączony ze spektakli. Podobno marzył o pracy jako dentysta, ale praca w cyrku była opłacalna.
W USA zamieszkał na stałe w 1920. Występował w Coney Island Dreamland Circus. Finalnie zamieszkał we Włoszech lub w Berlinie, gdzie zmarł na zawał serca. Nie jest znane jego miejsce pochówku.
Nadal są w obiegu pocztówki przedstawiające Bibrowskiego przypominającego lwa. Carl Zuckmayer zastosował motyw człowieka-lwa w książce Die Fastnachtsbeichte. Na wystawie Schau mich an. Wiener Porträts (2006/07) w Willi Hermesa można było zobaczyć obraz człowieka-lwa namalowany około 1910 przez Wilhelma Scharmanna.